# Matrice pozitiv definită
O matrice pătrată de numere reale se numește pozitiv definită dacă prin înmulțire la stânga și la dreapta cu un același vector nenul se obține o valoare strict pozitivă: 
{\displaystyle \forall x\in \mathbb {R} ^{n}\setminus \{0\}\,,\ x^{\top }\!A\,x>0}
unde {\displaystyle x} este considerat vector coloană și {\displaystyle x^{\top }} este transpusul lui (ca vector linie).
Dacă A este o matrice pozitiv definită, atunci {\displaystyle (x,y)\mapsto y^{\top }\!A\,x} definește un produs scalar.
O posibilitate de a determina dacă o matrice este pozitiv definită este regula lui Sylvester: se calculează toți determinanții formați din primele linii și primele coloane ale matricii; dacă toți au valoare strict mai mare decât zero atunci matricea este pozitiv definită.
O condiție suficientă pentru ca o matrice A să fie pozitiv definită este să fie simetrică, cu diagonala dominantă și {\displaystyle a_{ii}>0} pentru {\displaystyle 1\leq i\leq n.}